# Courcelles-sur-Viosne
Courcelles-sur-Viosne è un comune francese di 308 abitanti situato nel dipartimento della Val-d'Oise nella regione dell'Île-de-France.

## Società

### Evoluzione demografica
Abitanti censiti